# 이명행
이명행(李明行, 1958년 9월 6일 ~)은 대한민국의 소설가이다.
전라남도 나주 출생이며 서울예술대학 문예창작과를 졸업했다. 1993년 문학과지성사 창작선에 장편소설 <황색새의 발톱>을 발표하면서 등단했다. 그 후 장편소설 <우상의 숲> <노란원숭이> <추억속으로> <거위가 자는방> <그 푸른 스물하나> <사이보그 나이트클럽> <대통령의 골방> 소설집 <마치 계시처럼>과 창작동화 <원시소년과 평원의 왕>을 출간했다. 조선대학교 문예창작과 초빙교수를 역임했다.

## 저서
- 《새야새야》(1989년,장편소설, 절판)
- 《황색새의 발톱》(1993년  장편소설,문학과 지성사)
- 《원시 소년과 평원의 왕》(1994년, 창작동화,국민서관)
- 《노란원숭이》(1995년,  장편소설,  도서출판 해냄)
- 《우상의 숲》(1996년,  장편소설,  문학과 지성사)
- 《추억속으로》(1998년,  장편소설  도서출판 해냄)
- 《거위가 자는 방》(1998년,  장편소설, 문학과 지성사)
- 《그 푸른 스물하나》(2001년,  장편소설,  열림원)
- 《사이보그 나이트클럽》(2004년,  장편소설, 문학과 지성사)
- 《마치 계시처럼》(2014년, 소설집, 문학과 지성사)
- 《대통령의 골방》(2016년, 장편소설, 새움)

- 《기마민족정복설》(2018년, 장편소설, 새움 <대한민국 스토리 DNA>.17 황색새의 발톱 개정판)